# Gabriel de Alarcón-Ocaña
Gabriel de Alarcón-Ocaña (Madrid, s. XVI) va ser un noble i militar castellà que va servir en les guerres d'Itàlia.
Era fill de Gonzalo de Ocaña i Teresa de Alarcón, la qual va quedar vídua ben aviat del seu marit i per raons de prestigi d'un membre de la seva família, el militar Hernando de Alarcón, es va decidir deixar el cognom Ocaña i es va decidir establir el d'Alarcón entre els seus descendents. Gabriel va servir durant molts anys en les guerres d'Itàlia com a militar espanyol al costat del mateix Hernando Alarcón, i després va tornar a la vila de Madrid, per l'estimació que es tenia als seus pares i així com pel seu valor com soldat s'havia guanyat igualment una gran estima, se'l va nomenat alcalde de l'estat dels cavallers dels hijosdalgo, com ho havien estat els seus avantpassats.
Es va casar amb María de Soria, també natural de Madrid, amb qui va tenir el seu successor Luis, membre del consell d'Hisenda, i María, que es va casar amb el cronista de Carles V, Pedro de Salazar.